# Mario Castelnuovo-Tedesco

Mario Castelnuovo-Tedesco

Mario Castelnuovo-Tedesco (Florence, 3 april 1895 – Beverly Hills, 16 maart 1968) was een Italiaans componist. Met meer dan honderd composities voor gitaar op zijn naam geldt hij als een vooraanstaand twintigste-eeuws componist voor dit instrument. In 1939 vluchtte hij voor het fascisme en emigreerde naar de Verenigde Staten waar hij in de volgende vijftien jaar muziek schreef voor ongeveer 200 Hollywoodfilms.

## Biografie

### Italië (1895-1939)
Castelnuovo-Tedesco werd geboren te Florence in een familie van vooraanstaande bankiers die daar woonden sinds de verdrijving van de joden uit Spanje in 1492. Castelnuovo-Tedesco kreeg zijn eerste pianolessen van zijn moeder en schreef als negenjarige zijn eerste composities. Hij studeerde piano aan het Conservatorium van Florence bij Edgardo Del Valle de Paz (1861-1920), een bekende componist en leerling van Beniamino Cesi. Daarna nam hij les in compositie bij de Italiaanse componist Ildebrando Pizzetti. Castelnuovo-Tedesco studeerde af in compositie in 1918. De componist en pianist Alfredo Casella nam werk van de jonge componist op in zijn repertoire en zorgde er tevens voor dat Castelnuovo's composities via de Societa Nazionale di Musica (later de Corporazione delle Nuove Musiche), door heel Europa bekend werden. In 1922 werd zijn werk gespeeld op het eerste festival van de International Society of Contemporary Music in Salzburg, Oostenrijk. Zijn werk zou gespeeld worden door onder meer Alfredo Casella, Walter Gieseking, Jascha Heifetz, Gregor Piatigorsky en Andrés Segovia.
In 1925 ging zijn eerste opera La Mandragora, naar een toneelstuk van Niccolò Machiavelli in première in het Teatro La Fenice te Venetië. Vele werken geïnspireerd door literaire meesters zouden volgen, onder meer Aeschylus, Virgilius, Cavalcanti, Petrarca, Vogelweide, Cervantes, Shakespeare, William Wordsworth, John Keats, Whitman, Lorca, en vooral Williama Heifetz, drukte zijn trots op zijn Joodse afkomst uit, of zoals hij het noemde, de "glans van het verleden" ten tijde van toenemend antisemitisme in Europa.
De ontmoeting met de Spaanse gitarist Andrés Segovia op het festival van de International Society of Contemporary Music in 1932 in Venetië inspireerde Castelnuovo-Tedesco tot zijn eerste gitaarconcert, een van zijn eerste composities voor gitaar. Bijna honderd zouden volgen. Met deze reeks verdiende hij zijn reputatie als een van de belangrijkste twintigste-eeuwse componisten voor gitaar.
In 1933 ontvouwde de Italiaanse fascistische regering een nieuw kunstbeleid voor politieke propaganda en verbreiding van racistische ideeën. Nog voordat Mussolini zijn Manifesto della Razza in 1938 afkondigde, werd Castelnuovo-Tedesco's muziek al geweerd van de radio en werden uitvoeringen van zijn werk geschrapt. De rassenwetten overtuigden hem van de noodzaak Italië te verlaten. Hij schreef Arturo Toscanini, de voormalige dirigent van La Scala die Italië al in 1933 verlaten had. Toscanini beloofde hem te helpen bij zijn immigratie in de Verenigde Staten. In 1939 verliet Castelnuovo-Tedesco met zijn gezin Italië, kort voor het uitbreken van de Tweede Wereldoorlog.

### Verenigde Staten (1939-1968)
Als vele andere kunstenaars die gevlucht waren voor nazisme en fascisme, kwam Castelnuovo-Tedesco in Hollywood terecht, waar hij dankzij Jascha Heifetz door Metro-Goldwyn-Mayer als componist van filmmuziek werd aangesteld. In de volgende vijftien jaar werkte hij aan partituren voor rond de 200 films bij verschillende van de grote filmstudio's. Vaak werd zijn bijdrage niet vermeld. Rita Hayworth huurde hem in om de muziek te schrijven voor The Loves of Carmen (1948), die door Hayworth werd geproduceerd voor haar Beckworth Productions en uitgebracht door Columbia Pictures.
Castelnuovo-Tedesco oefende een grote invloed uit op andere bekende filmcomponisten als Henry Mancini, Nelson Riddle, Herman Stein en André Previn. Hij gaf les in compositie aan Jerry Goldsmith, Elmer Bernstein, Marty Paich en John Williams. Hij had een dubbelzinnige gevoel over Hollywood: later ontkende hij de invloed die het op zijn werk had, maar hij was ook van mening dat filmmuziek een echt Amerikaanse kunstvorm was, net als opera in Europa.
Na de Tweede Wereldoorlog werd hij bekritiseerd vanwege zijn conservatieve stijl, beïnvloed door laatnegentiende-eeuwse romantiek, impressionisme en Spaanse folklore. Tegenwoordig staat hij vooral bekend om zijn composities voor de gitaar. Hiervoor componeerde hij zijn leven lang, wat leidde tot zijn meest geïnspireerde werken.
Castelnuovo-Tedesco muntte tevens uit in muziek voor koor en zangstem:
«Ik heb in mijn leven veel melodieën voor zangstem geschreven en er 150 van uitgegeven (in mijn la bleef veel liggen) op teksten in alle talen die ik ken: Italiaans, Frans, Engels, Duits, Spaans en Latijn. Mijn ambitie en sterker nog, mijn diepe drijfveer is altijd geweest om mijn muziek te verenigen met poëtische teksten die mijn belangstelling en gevoel prikkelden, om de lyriek ervan tot uitdrukking te brengen».
In de Verenigde Staten componeerde Castelnuovo-Tedesco nieuwe opera's en composities geïnspireerd door Amerikaanse poëzie, Joodse liturgie en de Bijbel. In 1958 won hij het Concorso Campari met de opera Il mercante di Venezia, die werd opgevoerd tijdens het festival Maggio musicale fiorentino onder directie van Gianandrea Gavazzeni.
Hij overleed in Beverly Hills op 72-jarige leeftijd.

## Werken
Castelnuovo-Tedesco was een bijzonder vruchtbare componist. Hij schreef onder meer zes opera's, vijf oratoria, elf ouvertures bij toneelstukken van Shakespeare, vier balletten, concerten voor piano, gitaar, cello, harp en hobo, meer dan honderd composities voor piano en idem voor gitaar, meer dan honderd koorwerken, bijna vierhonderd werken voor zang en vele composities voor kamermuziek. Hieronder zijn bekendste werken:

### Solo

#### Piano
- English Suite (1909)
- Questo fu il carro della morte op.2 (1913)
- Il raggio verde (1916)
- I naviganti op. 13 (1919)
- Alghe (1919)
- I cipressi op. 17 (1920)
- La sirenetta e il pesce turchino (1920)
- Vitalba e biancospino (1921)
- Epigrafe (1922)
- Le Stagioni (1924)
- Le danze del re David. Rapsodia ebraica op. 37 (1925)
- Tre poemi campestri (1926)
- Sonata (1928)
- Alt Wien. Rapsodia viennese (1923)
- Piedigrotta (1924)
- Tre corali su melodie ebraiche (1926)
- Sonata (1928)
- Candide (1944)
- Suite nello stile italiano op.138 (1947)
- Six canons, op.142
- Greeting cards op.170 (1954) (??)
- Ricercare sul nome di Dallapiccola (1958)
- Sonatina zoologica op.187(1961)

#### Viool
- Figaro
- Sea Murmurs
- Valse-Bluette op. 170

#### Hobo
- Concerto da camera, op. 146a

#### Gitaar
- Variations attraverso i secoli Op. 71 (1932)
- Sonata "Hommage a Boccherini" op.77
- Capriccio Diabolico (Eerbetoon aan Paganini) op.85a
- Tarantella e Aranci in fiore op. 87 (1936)
- Tarantella op. 87b
- Variations plaisantes sur un petit air populaire Op. 95
- Rondò op. 129(1946)
- Suite op. 133
- Greeting Cards op. 170 (??)
- Tre preludi mediterranei op. 176
- Escarramán op. 177
- Tre preludi mediterranei (in memoriam Renato Bellenghi) (1955)
- Passacaglia op. 180
- Platero y Yo op. 190
- Tre preludi al Circeo op. 194
- 24 Caprichos de Goya op. 195
- Appunti op. 210

### Kamermuziek
- Trio n. 1 op. 49, per violino, violoncello e pianoforte
- Sonata op. 50 (1928), per violoncello e pianoforte
- Sonata - quasi una fantasia op. 56 (1929), per violino e pianoforte
- Trio n. 2 op. 70, per violino, violoncello e pianoforte
- Toccata op. 83 (1935), per violoncello e pianoforte
- Sonata voor Klarinet & Piano, Op. 128 [Opname: Grenadillamusic.com]
- Quintetto op. 143 (1951), per chitarra e archi
- Fantasia op. 145 (1950), per chitarra e pianoforte
- Sonatina canonica op. 196 (1961), per due chitarre
- Les guitares bien tempérées op. 199 (1962), per due chitarre
- Sonatina op. 205 (1965), per flauto e chitarra
- Eclogues, voor fluit, Engelse hoorn en gitaar, Op. 206
- Gitaar Kwintet Op. 143, strijkkwartet en gitaar
- Fantasia, Op. 145 voor piano en gitaar
- Aria, Op. 146C No. 3 voor hobo, cello en gitaar
- Sonatina, op. 205 voor fluit en gitaar
- Sonata op. 208 (1967), per violoncello e arpa
- Fuga elegiaca op. R210a (1967), per due chitarre
- "Morning in Iowa", zangstem, accordeon, banjo, klarinet, contrabas, percussie

### Orkestmuziek
- Overture to A Midsummer Night's Dream (1940)
- Evening in Iowa (195?)
- Concerto in Re Op. 99*

#### Concerten
- Viool
  - Vioolconcert No. 1(L'Italiano) (1924)
  - Vioolconcert No. 2, Op. 66 I Profeti (De Profeten) voor Jascha Heifetz(1933)

- Cello
  - Concerto per violoncello e orchestra (1935)

- Harp
  - Concertino per arpa e orchestra da camera op. 93 (1937)

- Piano
  - Concert voor Piano No. 1 in D majeur, Op. 46 (1928)

- Gitaar
  - Gitaarconcert No.1 in D majeur, Op. 99 (1939)
  - Sérénade per chitarra e orchestra, op. 118 (1943)
  - Gitaarconcert No.2 in C majeur, Op. 160 (1953)
  - Concert voor twee gitaren, Op. 201 (1962)

#### Opera's en toneelmuziek
- La mandragola op.20 - in 3 atti da Machiavelli (1920-23, eerste uitvoering 1926 Venezia, Teatro la Fenice; herziening tweede akte 1928 Wiesbaden, Staatsoper)
- Savonarola di Alessi op.81 - in 3 akten, toneelmuziek (Firenze 1935)
- I giganti della montagna di Pirandello op.95 - toneelmuziek (Firenze 1936)
- Aucassin et Nicolette op.98 - per marionette (Firenze 1952)
- The Merchant of Venice op.181 - in 3 atti da Shakespeare (1956, eerste uitvoering 25 mei 1961 Firenze, Teatro comunale)
- All's well that ends well op.182 - in 3 atti (1955-58; onuitgevoerd)
- Saul op.191 - in 3 atti da Vittorio Alfieri (1958-60; onuitgevoerd)
- The Importance of being Earnest / L'importanza di esser Franco op.198 - in 3 atti da Oscar Wilde (1961-62 eerste uitvoering 1972 Auditorium RAI di Roma; 1975 New York, La Guardia)

#### Balletmuziek
- Bacco in Toscana op.39 - (Milano 1931)
- The Octoroon Ball op.136 - (? 1947)

### Zang
- Coplas op. 7 (1915), per canto e pianoforte
- Sei odi di Orazio (Zes oden van Horatius) voor zang en piano (1930)
- 33 Shakespeare Songs op. 24 (1921-1922), per canto e pianoforte
- 1930 op. 36 (1925), per canto e pianoforte
- Due sonetti del Petrarca op. 74a (1933), per canto e pianoforte
- Trois poèmes de la Pléïade op. 79 (1934), per canto e pianoforte
- Naomi and Ruth (1947)
- Romancero gitano op. 152 (1951), per coro misto e chitarra
- Ballata dall'esilio op. R180a (1956), per canto e chitarra
- Platero y yo op. 190 (1960), per narratore e chitarra
- The Divan of Moses Ibn Ezra, for soprano and guitar op. 207 (1966)

### Koormuziek
- Romancero gitano, voor gemengd koor en gitaar, Op 152

### Filmmuziek
- And Then There Were None, regie René Clair (1945)
- Night editor, regie Henry Levin (1946)